# Michael Duffy
Michael Duffy (Derry, 28 luglio 1994) è un calciatore nordirlandese, centrocampista del Derry City.

## Caratteristiche tecniche
Trequartista, può giocare come attaccante o come esterno sinistro.

## Carriera

### Club
Ha giocato nella prima divisione scozzese ed in quella irlandese.

### Nazionale
Ha giocato nelle nazionali giovanili nordirlandesi Under-19 ed Under-21.

## Palmarès

### Club

#### Competizioni nazionali
- Campionato scozzese: 1

Celtic: 2014-2015
- Coppa di Lega scozzese: 1

Celtic: 2014-2015
- Campionato irlandese: 1

Dundalk: 2018
- Coppa d'Irlanda: 2

Derry City: 2012, 2020
- Coppa di Lega irlandese: 1

Dundalk: 2019
- Supercoppa d'Irlanda: 1

Dundalk: 2021